# Braunau (Suiza)
Braunau es una comuna suiza del cantón de Turgovia, ubicada en el distrito de Münchwilen. Limita al norte con las comunas de Affeltrangen y Bussnang, al este con Wuppenau, al sur con Bronschhofen (SG), y al oeste con Tobel-Tägerschen.

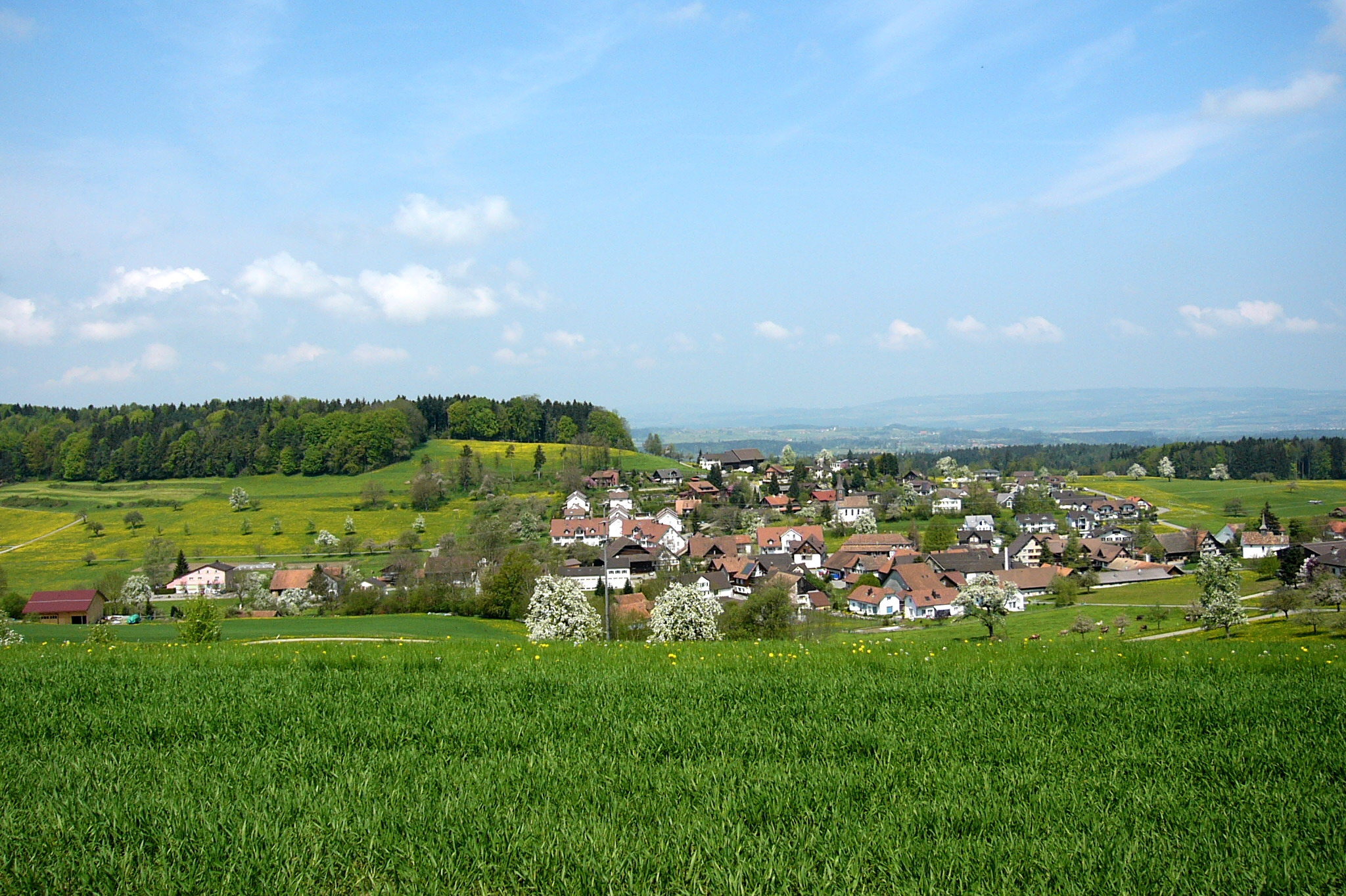
Braunau visto de la colina.

## Enlaces externos

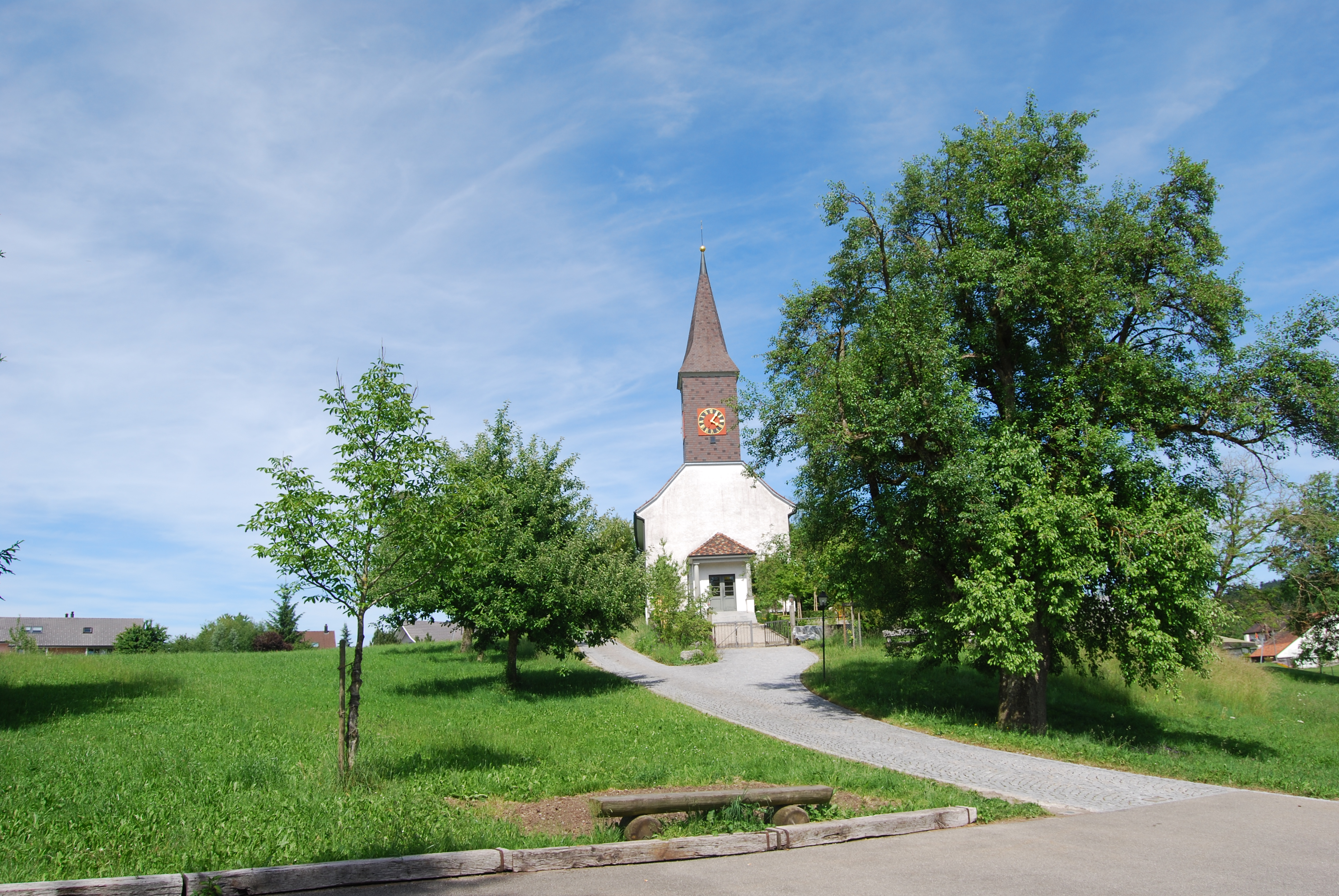
Braunau